# Henri IV (cuirassé)
Pour les articles homonymes, voir Henri IV.
Le Henri IV, est un cuirassé garde-côtes de la Marine nationale française construit en 1895, lancé en 1899 et condamné en 1921. Il participa à la Première Guerre mondiale et notamment à la bataille des Dardanelles. Il fut l'un des premiers Pré-dreadnought français d'une série de modèles uniques construit après la classe Charlemagne, première classe de cuirassés pré-dreadnoughts. Il est décrit comme l'un des premiers navires modernes à utiliser des tourelles superposées.

## Conception
Le Henri IV est un produit de l'amiral Besnard, partisan de la Jeune École qui ne jure que par les « petits navires ». Par conséquent, il possède une carène basse de monitor, une superstructure étroite très peu blindée qui est destinée à supporter la tourelle d'artillerie, de calibre relativement moyen pour un cuirassé. Le but est de construire un « monitor de mer », stable, invulnérable, inchavirable, au prix d'un déplacement réduit d'un tiers par rapport aux cuirassés contemporains. Le Henvi IV est ainsi basé sur la classe de garde-côtes Bouvines, à laquelle on a rajouté une superstructure afin de lui conférer des qualités nautiques proches de celles d'un navire de haute mer.
Les premiers essais en mer montrent très vite des problèmes de stabilité, le roulis étant le double de celui des cuirassés contemporains. Les plages arrière, tribord et bâbord entrent ainsi dans l'eau et le comportement du navire est tel qu'il est difficile de pointer correctement l'artillerie. De plus, cela poserait problème lors du combat en cas de perforation du blindage, l'eau pouvant inonder le navire. Par conséquent, construit en tant que cuirassé de 2e rang, le Henri IV n'en a pas le rang, et est plutôt considéré comme un monitor de haute mer ou un cuirassé garde-côtes, marquant ainsi la fin du genre, commencé avec la Dévastation.

## Histoire
Commandé en 1895, le Henri IV est mis en chantier le 18 janvier 1896 à l'arsenal de Cherbourg. Conçu selon un budget serré, le petit cuirassé voit de plus les problèmes s'accumuler lors de sa construction, qui s'avère extrêmement lente. Le navire inachevé est mis à flot le 23 août 1899 pour être terminé en 1902. Il accomplit ses essais préliminaires à Cherbourg le 19 février 1903. 
De 1903 à 1913, le Henri IV est affecté à la division navale de Tunisie. Il opère dans la Méditerranée, en Algérie française et en Tunisie essentiellement. Du 11 janvier 1913 au 1er mars 1915, le navire subit une refonte à Bizerte (Tunisie). En 1915, au cours de la Première Guerre mondiale, le Henri IV participe aux combats de la bataille des Dardanelles en bombardant les forts turcs côtiers pour soutenir les opérations alliées de débarquement.
De 1915 à 1916, le bâtiment rejoint la division d'Orient. Le 7 août, il devient un bâtiment-base des transports à Tarente (Italie). Fin 1917, une partie de l'armement est débarqué à terre pour être utilisé. En 1918, il est mis en réserve spéciale à Bizerte.
En 1920, le Henri IV devient un navire-école de TSF à Toulon, puis il est finalement condamné le 15 janvier 1921. Il est vendu à Toulon 330.600,00 Francs à la Société Provençale de Construction Métallique le 28 juin 1921.

## Archives
Les plans de construction du navire ainsi que de certains de ses équipements sont disponibles sur le site officiel du Service historique de la Défense. Les rôles d'équipage du navire peuvent être consultés à l'échelon du SHD de Cherbourg, et les journaux de bords se trouvent à l'échelon du SHD de Toulon.